# Zeyerova vila
Zeyerova vila  je dům čp.261/16 s altánem a zahradou v Praze 6 Liboci, mezi ulicemi Libocká a Sestupná, který patřil spisovateli Juliu Zeyerovi a po něm Anně Lauermannové Mikšové. Areál domu se zahradou i altánem jsou od roku 1958 chráněny jako nemovitá kulturní památka.

## Historie

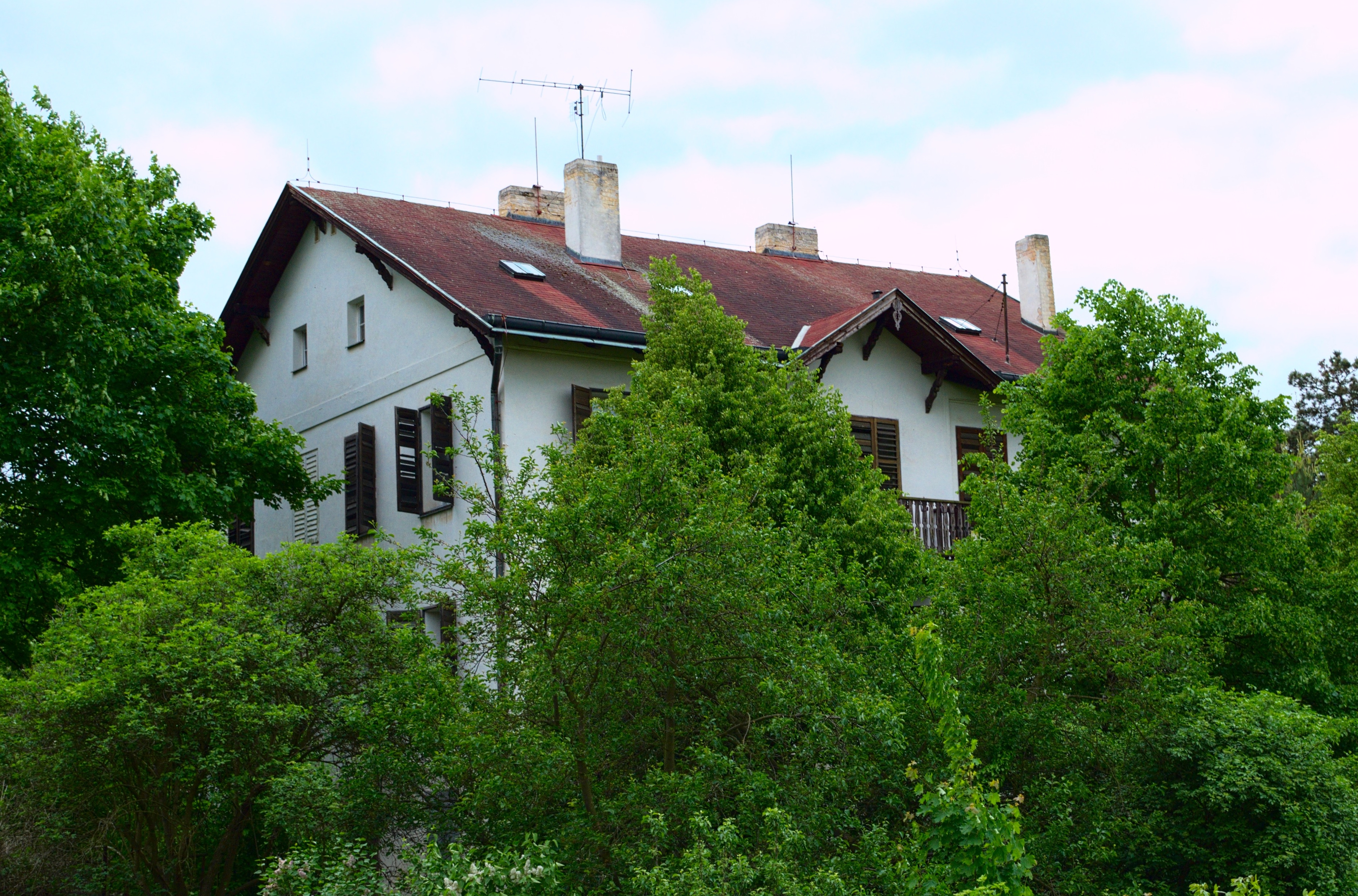
Zeyerova vila od severovýchodu (2012)

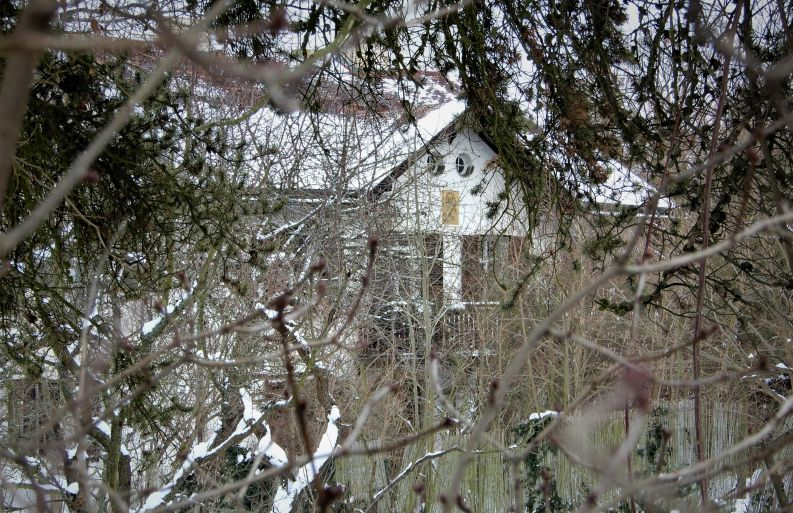
Zeyerova vila od jihu

Architekt ani stavitel domu nejsou známi. Dům zakoupila a v letech 1862–1863 dala adaptovat vdova Eleonora Zeyerová, rozená Weisselesová (1811–1881), pro sebe a svého syna, spisovatele Julia Zeyera (1841–1901), který roku 1878 vlastnoručně sroubil zahradní altán. Zeyer zde napsal knihu Vyšehrad a pravděpodobně v letech 1897–1898 dům prodal paní Anně Lauermannové–Mikšové (1852–1932) s podmínkou, že v něm bude smět nadále obývat jednu část, uchovávat svou knihovnu a sbírku starožitností, které svou závětí odkázal manželům Vojtěchovi a Josefíně Náprstkovým. Poslední léta života trávil ve Vodňanech a do Liboce se vracel na zimu. Pro Lauermannovou byla vila letním sídlem i jejím domem úmrtním. Měla zde také uloženou Jungmannovu knihovnu. Po její smrti zdědila dům její dcera s manželem, kteří Náprstkovu muzeu umožnili zřídit v přízemí pamětní síň Julia Zeyera, která byla zrušena roku 1991.

## Popis
Vila stojí ve svahu, severně od ohradní zdi královské obory Hvězda, ve vidlici mezi ulicemi Libocká a Sestupná, se vchodem a osově řešenou cestou od Libocké ulice. Dům je dvouposchoďový, podsklepený, stojí ve svahu uprostřed zahrady. Má sedlovou střechu, v jižním štítu pod dvěma kruhovými okénky je vsazený reliéf polopostavy Panny Marie s dítětem, pod nímž údajně býval nápis: Matko Boží, opatruj toto stavení a dopřej Boží požehnání - Eleonora Zayerová r. 1863. Na severozápad orientované zahradní průčelí má v patře balkón. Podle obkladů a balkónů z hnědě mořeného dřeva bylstyl domu nazýván alpský nebo švýcarský. Původní štukatury se zčásti zachovaly, nástropní malby jsou údajně zabílené. Na zpustlé zahradě při západním plotu stojí zděný altán a trojbokým štítem z roku 1878, zdola zastíněný novodobou kůlnou. Původní dřevěný plot do Libocké ulice byl po roce 1991 nahrazen betonovými panely.